# Alba Zaluar
Alba Maria Zaluar (2 tháng 6 năm 1942 - 19 tháng 12 năm 2019) là một nhà nhân chủng học người Brazil, với những điểm nhấn trong nhân học đô thị  và trong nhân học về bạo lực. Năm 1984, cô lấy bằng Tiến sĩ Nhân chủng học xã hội tại Đại học Liên bang Rio de Janeiro.

## Tiểu sử
Là con gái của Achilles Emílio Zaluar và Biancolina Pinheiro Zaluar, Alba sinh ra ở Rio de Janeiro, Brazil, nơi cô học để hoàn thành chương trình Khoa học xã hội tại Faculdade National of Filosofia (FNFi). Trong thời gian này, cô trở thành một phần của Trung tâm Văn hóa đại chúng của Liên hiệp sinh viên quốc gia. Sau cuộc đảo chính ở Brazil năm 1964, việc mở một cuộc điều tra của Cảnh sát quân sự đã bắt đầu một thời kỳ đàn áp chính trị đối với các sinh viên của FNFi. Trong thời gian này Zaluar bị buộc phải rời khỏi đất nước của mình vào năm 1965 và ở lại nước ngoài cho đến năm 1971. Cô ở lại hầu hết thời gian này ở Anh, nơi nghiên cứu Nhân chủng học và xã hội học đô thị. Sau khi trở về Brazil, cô tập trung nghiên cứu về văn hóa đại chúng, đặc biệt là samba và lễ hội Rio de Janeiro.
Zaluar hiện tại đang làm việc với tư cách là giáo sư được mời ở Đại học Bang Campinas, và là giáo sư tại Đại học Liên bang Rio de Janeiro, nơi cô điều phối "Núcleo de Pesquisas da Violencia" (NUPEVI), đặt tại Viện Y học Xã hội.